# Flabelliseta incrusta
Flabelliseta incrusta är en ringmaskart som beskrevs av Hartman 1978. Flabelliseta incrusta ingår i släktet Flabelliseta och familjen Acrocirridae. Inga underarter finns listade i Catalogue of Life.